# Sury-le-Comtal
Sury-le-Comtal là một xã trong tỉnh Loire miền trung nước Pháp.